# トライウイン
株式会社トライウイン（英: Trywin Co.,Ltd.）は、神奈川県横浜市港北区に本社を置く日本のデジタル機器開発メーカーである。ポータブルナビゲーションブランドの「if（イフ）」、ワンセグチューナー、携帯電話バッテリーなどの開発を手掛けていた。
カー用品販売店を経営していた関和博と、松下電器産業の営業マンとして店に出入りしていた中城正一によって2005年5月に設立。2006年に自社ブランド「if（イフ）」を立ち上げ、ポータブルナビゲーションシステムを発売した。「固定費を持たない変動費経営」を打ち出し、自社では製造工場や開発技術者を持たず（ファブレス）、台湾や韓国の工場・技術者と契約を結ぶことによって固定費を極小化させ、他社と比較して低価格および開発スピードが早いことを特徴としていた。2009年現在の従業員は102名であったが、そのうち正社員は17名で、残りは契約社員で台湾・韓国の博士号を持つ技術者であったという。製造は日本・中国・韓国・台湾の延べ18社の工場に委託していた。カーナビに有機ELのタッチパネルを世界で初めて採用した企業であり、車載用デジタルチューナーでは三菱自動車の純正品供給メーカーとして採用されていた。
テレビ通販に強みを持つとされ、2010年1月のポータブルナビゲーションメーカー別販売台数シェアは11.3%であった。
2012年に販売したプラズマイオン発生器「blua（ブルーア）」ではイメージキャラクターに平子理沙を起用していた。2014年10月に本社を横浜市港北区新横浜の「アプリ新横浜ビル」から「新横浜第1竹生ビル」に移転したが、2018年3月現在公式サイトが閲覧できなくなっている。